# Indicatif régional 763

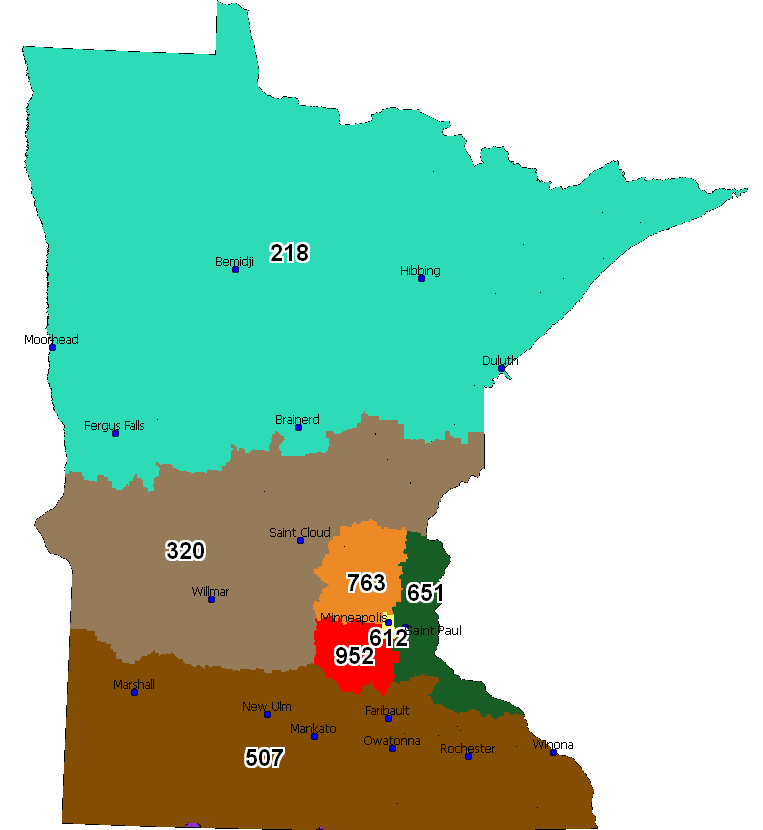
Carte de l'État du Minnesota avec les territoires de ses indicatifs régionaux. L'indicatif régional 763 est en orange au centre est de l'État.

L'indicatif régional 763 est l'un des indicatifs téléphoniques régionaux de l'État du Minnesota aux États-Unis. Cet indicatif couvre une partie de l'est de l'État. Plus précisément, l'indicatif dessert les banlieues nord-ouest des villes jumelles Minneapolis-Saint Paul. Les principales villes desservies par l'indicatif sont Plymouth, Maple Grove et Brooklyn Park.
La carte ci-contre indique en orange le territoire couvert par l'indicatif 763.
L'indicatif régional 763 fait partie du Plan de numérotation nord-américain.

## Villes desservies par l'indicatif
| - Albertville - Andover - Anoka - Becker - Big Lake - Blaine - Brooklyn Center - Brooklyn Park - Buffalo - Cambridge - Champlin - Circle Pines - Columbia Heights - Coon Rapids - Corcoran - Crystal | - Dayton - Delano - East Bethel - Elk River - Fridley - Golden Valley - Greenfield - Ham Lake - Hanover - Independance - Isanti - Lino Lakes - Maple Grove - Maple Plain - Medicine Lake - Medina | - Monticello - Montrose - Mounds View - New Hope - Oak Grove - Osseo - Plymouth - Princeton - Ramsey - Robbinsdale - Rockford - Rogers - St. Francis - St. Michael - Spring Lake Park - Zimmerman |

## Source
- (en) Cet article est partiellement ou en totalité issu de l’article de Wikipédia en anglais intitulé « Area code 763 » (voir la liste des auteurs).